# Лео Крайш
Лео Крайш (нім. Leo Kreisch; 25 червня 1895, Ксантен — 22 лютого 1977, Люнебург) — німецький військово-морський діяч, віце-адмірал крігсмаріне (1 січня 1945). Кавалер Німецького хреста в золоті.

## Біографія
1 квітня 1914 року вступив на флот кадетом. Пройшов підготовку на важкому крейсері «Вікторія Луїза». Учасник Першої світової війни, служив на легких крейсерах. 13 жовтня 1918 року переведений в підводний флот.
Після закінчення війни залишений на флоті. З 17 червня 1920 по 31 березня 1921 року — вахтовий офіцер на крейсері «Медуза», з 19 вересня 1924 року — командир тендера Т-154. 1 жовтня 1926 року призначений командиром роти військово-морського училища в Фрідріхсорті. З 30 вересня 1927 року — командир міноносця Т-153. З 25 вересня 1929 року — офіцер зв'язку ВМС при штабі 2-го військового округу. З 26 вересня 1931 року — торпедний офіцер на лінійному кораблі «Шлезвіг-Гольштейн». 3 жовтня 1933 року призначений командиром 2-ї флотилії міноносців. З 27 вересня 1935 року — 3-й офіцер Адмірал-штабу в штабі флоту.
З 29 серпня 1937 року — 1-й офіцер Адмірал-штабу в штабі військово-морської станції «Остзе». 10 жовтня 1939 року очолив військовий відділ управлінської групи підводного флоту Загального управління ОКМ. З 8 серпня 1940 по 25 березня 1941 року командував найбільш потужним з німецьких легких крейсерів — «Нюрнбергом». З 28 березня 1941 року — командир важкого крейсера «Лютцов». 4 липня 1941 року спрямований в Румунію начальником військово-морського інструкторського командування. 27 січня 1942 року призначений керівником підводних човнів в Італії, 13 серпня 1943 року — на Середземному морі. Керував діями підводних човнів в цьому регіоні. 24 лютого 1944 року призначений керівником ескадрених міноносців, одночасно командував ВМС в районі Данських островів і в Свінемюнде. 29 травня 1945 року взятий в полон. 2 грудня 1946 року звільнений.

## Нагороди
- Залізний хрест 2-го і 1-го класу
- Хрест Левенфельда
- Почесний хрест ветерана війни з мечами
- Медаль «За вислугу років у Вермахті» 4-го, 3-го, 2-го і 1-го класу (25 років)
- Застібка до Залізного хреста 2-го і 1-го класу
- Орден Зірки Румунії, командорський хрест з мечами (14 березня 1942)
- Німецький хрест в золоті (19 липня 1943)